# Fascisme britannique
Pour un article plus général, voir Fascisme.
Le fascisme britannique est la forme de fascisme promue par certains partis et mouvements politiques au Royaume-Uni. Il s'agit en fait de nationalisme britannique avec des aspects du fascisme italien et du nazisme.
Parmi les différents mouvements s'en rattachant figurent les British Fascists (1923-1934), la Imperial Fascist League (1929-1939) et l'Union britannique des fascistes (BUF) (1932-1940), et plus récemment le British Movement (1968-1983), le Front national britannique (depuis 1967), Britain First (depuis 2011)[réf. incomplète] et la National Action (2013-2017).

## Origines idéologiques

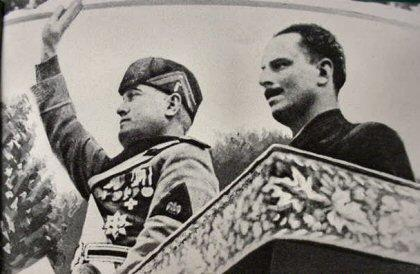
(de gauche à droite) Le Duce Benito Mussolini avec Oswald Mosley de la BUF lors de la visite de Mosley en Italie en 1936.

Le fascisme britannique revendique l'héritage du fascisme italien sans toutefois se vouloir une simple application d'une idéologie étrangère. Le fascisme britannique pose la Période Tudor comme référence de ses projets tant économique que politique. Ainsi, il plaide pour un État-nation centralisé et autoritaire de la même manière que l’État Tudor, considéré alors comme proto-fasciste, fut hostile aux factions politiques et aux intérêts sectoriels égoïstes s'opposant à son autoritarisme. Le fasciste britannique A.L. Glasfurd loue l’assujettissement à Henri VIII de " barons sans foi ni loi qui ont provoqué la guerre des Deux-Roses " ainsi que la "dictature Tudor" qui a su limiter les fuites à l'étranger du capital anglais guidées par les intérêts privés. De même, Glasford félicite l’État Tudor d’avoir instauré une économie planifiée, selon lui prédécesseure de la "scientificité" de la planification économique fasciste.
Le fascisme britannique revendique également l'héritage d'Oliver Cromwell, qu'Oswald Mosley considère comme le fondateur du "premier âge fasciste en Angleterre". De même, le théoricien politique anglais Thomas Hobbes est très considéré pour son ouvrage Leviathan (1651), base idéologique de l'absolutisme d'une monarchie toute-puissante maintenant l'ordre au sein de l'État. Le fascisme britannique affirme que sa politique économique corporatiste dérive du système de guilde anglais médiéval, avec une réglementation des salaires, des prix et des conditions de travail, précédent idéal d'un système économique corporatiste fasciste britannique.

## Principes

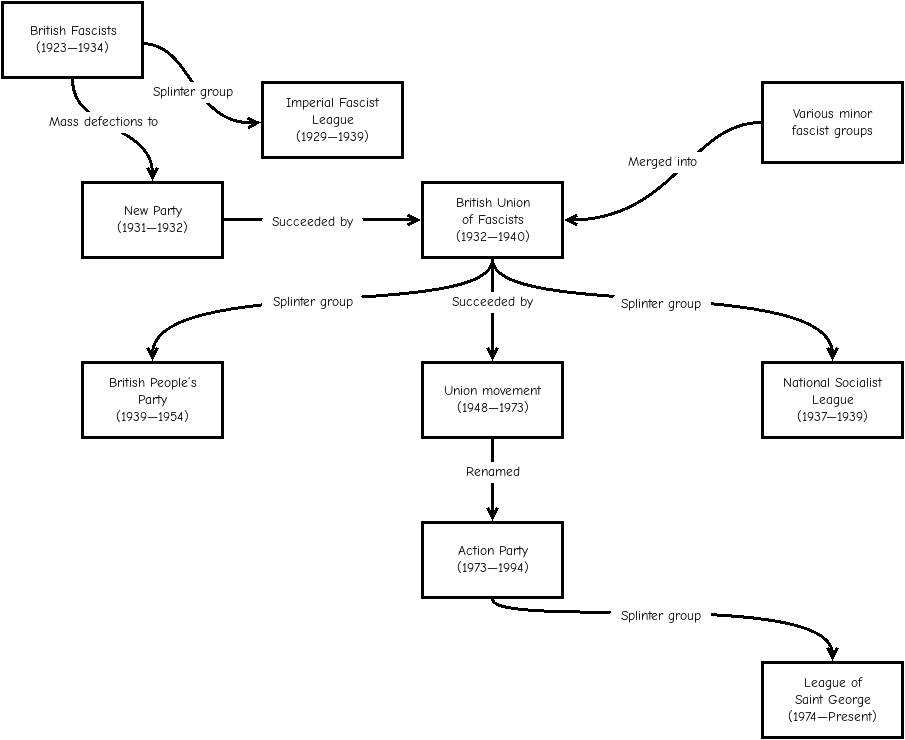
Organigramme historique des premiers mouvements fascistes britanniques (en anglais).

### Nationalisme et racisme
Le fascisme britannique est basé sur le nationalisme britannique. L'Union britannique des fascistes (BUF) a cherché à unifier la nation britannique par-delà la division entre protestants et catholiques, intégrant donc les Irlandais catholiques vivant en Grande-Bretagne. La BUF a déclaré son soutien à une tolérance religieuse complète,. Ainsi, Oswald Mosley, son chef, a condamné le gouvernement libéral de David Lloyd George pour avoir permis des représailles entre catholiques et protestants en Irlande. En raison de son approche conciliatrice envers les catholiques, la BUF a acquis un soutien substantiel parmi les catholiques et plusieurs de ses dirigeants à Hull, Blackburn et Bolton l'étaient eux-mêmes. Le soutien apporté par les Irlandais catholiques de la ville de Stepney (banlieue londonienne) à la BUF augmenta après le déclenchement de la guerre d'Espagne opposant des forces cléricales traditionalistes et les fascistes à un gouvernement anticlérical.
Sur les questions raciales, les différents mouvements fascistes britanniques ont eu des politiques différentes. La BUF de Mosley mettant en avant la primauté de la culture sur les différences nationales et raciales - se rapprochant ainsi plus fascisme italien plutôt que du nazisme allemand. Initialement, la BUF n'était pas explicitement antisémite, mais reposait en réalité sur les conceptions raciales du sociologue juif autrichien Ludwig Gumplowicz et de l'anthropologue écossais Arthur Keith. Cependant, Mosley affirma plus tard clairement l'antisémitisme en invoquant la théorie du philosophe allemand Oswald Spengler qui décrivait les "Juifs mages" et les "Européens faustiens" comme voués au conflit. Le fascisme britannique de la Ligue impériale fasciste de Arnold Leese a promu, quant à lui, une politique raciale nazie, donc antisémite.
Il existait de petits groupes fascistes éphémères dans plusieurs universités, notamment Oxford, Cambridge, Birmingham, Liverpool et Reading. Mosley a organisé dans ces villes une série de réunions publiques de la BUF (créée en 1932), souvent soldées par l'irrésolution des points de divergence.

### Politique étrangère
Le fascisme britannique était non interventionniste et refusait les guerres ne défendant pas l'Angleterre ou l'Empire britannique, la seule menace considérée venant de l'Union soviétique. Ainsi, Mosley a soutenu l'opposition de Benjamin Disraeli à la guerre contre la Turquie lors du Génocide arménien.
L'empire entier, incluant donc les dominions, devait intégrer les politiques corporatistes,. Cette généralisation aurait également conduit à une emprise accrue sur l'Inde et à l'amélioration des conditions de travail.

### Corporatisme
En tant que mouvement fasciste, le fascisme britannique est attaché à un certain idéal démocratique. La BUF soutient l'idée d'un État démocratique corporatiste, c'est-à-dire "organisée, comme son nom l'indique, dans un parallèle divin avec le corps humain, chaque organe jouant un rôle en harmonie avec le tout ".

### Économie syndicale
En économie, le fascisme britannique s'oppose à un laissez-faire démodé, et promeut son remplacement par un système économique syndical. Dénonçant le capitalisme, Mosley a déclaré qu'alors que "le capitalisme est un système par lequel le capital utilise la nation à ses propres fins, le fascisme est un système par lequel la nation utilise le capital à ses propres fins". et que "l'entreprise privée n'a pas de droit lorsqu'elle est en conflit avec les intérêts nationaux".

### Traditionalisme et modernisme
La BUF a soutenu avec "une loyauté absolue envers la Couronne" la monarchie britannique, pour son rôle tant effectif que symbolique dans la prééminence et la splendeur impériale de la Grande-Bretagne.
Cherchant à fusionner les sphères religieuse et laïque au sein d'une "plus grande harmonie" entre l'Église et l'État, la BUF soutenait la représentation politique des principaux clercs dans la Chambre des lords et l'entretien des écoles religieuses par l'État. La BUF a déclaré son soutien au christianisme et son opposition à l'athéisme qui "périra sous l'Union britannique alors que le christianisme trouvera encouragement et sécurité, lui permettant de prospérer à la gloire de son Créateur".
La BUF a souligné la nécessité pour la Grande-Bretagne d'être liée à la modernité, particulièrement dans le domaine économique. Mosley l'avait déclaré en 1931 en abordant les mesures nécessaires pour faire face au début de la Grande Dépression : "nous devons faire face aux problèmes modernes avec un esprit moderne". Ils ont constaté que "les fonds consacrés à la recherche scientifique et technique [étaient] absurdement insuffisants".

## Voir également